# 谢方叔
谢方叔（？—1272年），字德方，宋朝威州（四川汶川西北）人。
嘉定进士。历任监察御史，权刑部侍郎给事中。淳祐九年（1249年）为参知政事。上书论忠奸之别。请行限田法。十一年为左丞相兼枢密使，对外主张消极防御蒙古，中伤名將余玠。宝祐三年（1255年），被宦官卢允升、董宋臣排挤罢相。宋度宗即位后，想再用谢方叔，被贾似道阻止。

## 延伸阅读
[在维基数据编辑]
 《宋史/卷417》，出自脱脱《宋史》